# نقطه اوج (مجموعه تلویزیونی)
نقطهٔ اوج نام یک مجموعهٔ تلویزیونی به کارگردانی محمدمهدی عسگرپور است که در سال ۱۳۷۱ تولید و از شبکه ۱  پخش گردید.

## خلاصه داستان
«رضا سرافرازی» پس از کسب افتخار و محبوبیت در میادین ورزشی، نظاره‌گرِ سفرِ دوستانش به "میدانی دیگر" است و سرانجام خود نیز تصمیم می‌گیرد به آنان بپیوندد تا آزمون دیگری را برای کسب افتخار از سر بگذراند.

## بازیگران و عوامل تولید

### بازیگران
- فخری خوروش
- فریده سپاه‌منصور
- حسن عباسی
- عباس امیری مقدم
- مهدی صباغی
- احمد رضاییان
- امیر اسداللهی
- بهمن دل‌افروز
- نیلوفر محمدی
- لیلا محمدی
- رویا آدینه

### عوامل تولید
- کارگردان: محمدمهدی عسگرپور
- فیلمنامه: فرزین مهدی‌پور، محمدمهدی عسگرپور
- تصویربردار: محمد داودی
- تدوین: محمدمهدی عسگرپور
- موسیقی: محمد میرزمانی
- فرمت تصویر: ویدئویی
- محصول: شبکه ۱
- سال تولید: ۱۳۷۱